# Sebastian Gromann

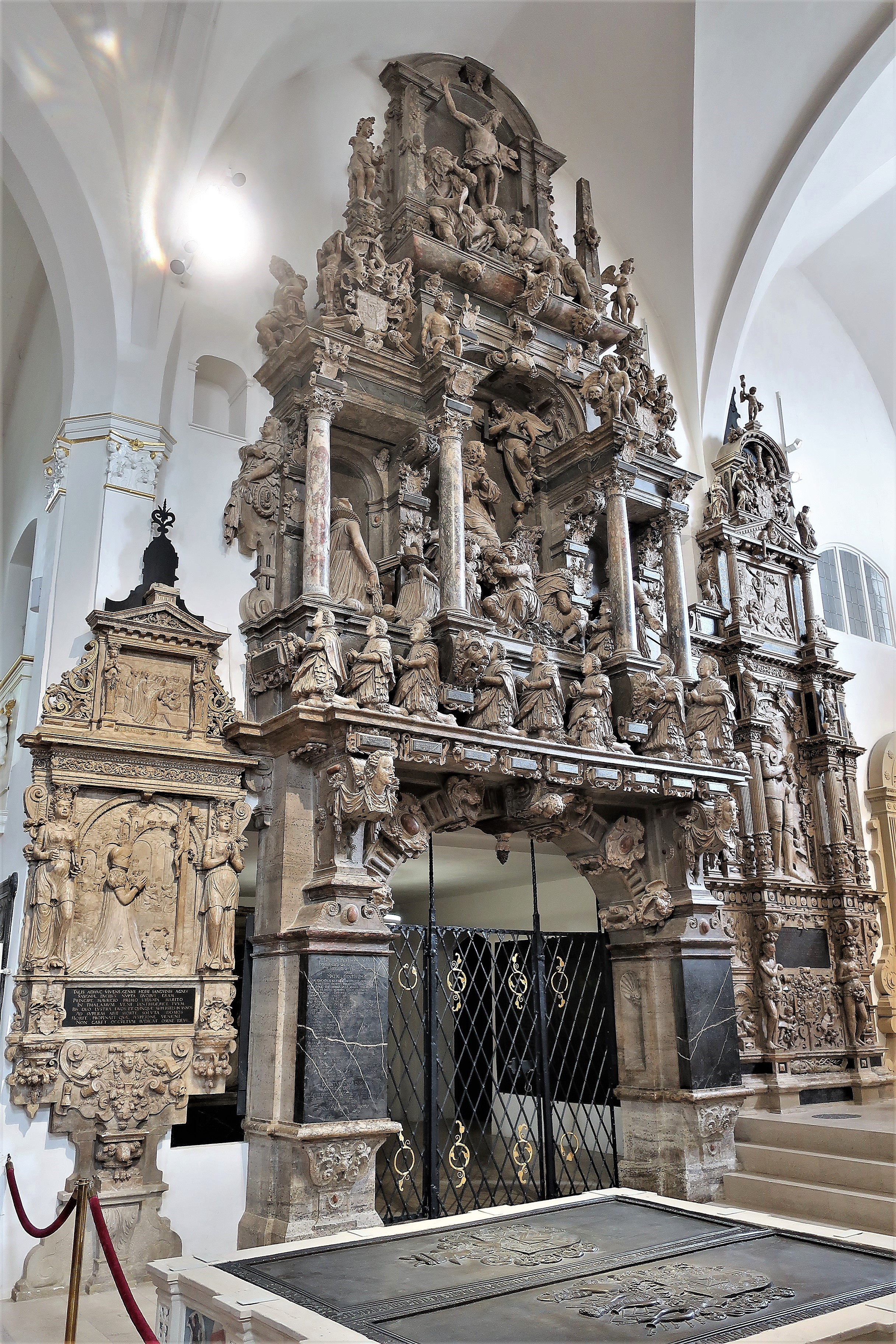
Stadtkirche Weimar, Epitaph von Herzogin Agnes von Hessen links vom Triumphbogen

Sebastian Gromann (geb. im 16. Jahrhundert) war ein Bildhauer der Renaissance in Gotha.
Er war Sohn des Baumeisters Nicol Gromann. Gromann schuf u. a. das Grabmal des Herzogs Johann Wilhelm von Sachsen in der Stadtkirche von Weimar. Dieses entstand ab 1574 und wurde 1577 fertiggestellt. Auf diesem Epitaph wurde außer dem Herzog dessen Ehefrau Dorothea Susanna von der Pfalz dargestellt. Dieses ist nicht das einzige Epitaph, das Gromann schuf, sondern er fertigte weitere der herzoglichen Familie. So wurden Grabmale am linken und rechten Pfeiler für Herzog Johann Friedrich II. und Herzogin Agnes 1571 in der Weimarer Stadtkirche aufgestellt, die von Gromann nach den Entwürfen von dem Gothaer Hofmaler Johann Lange geschaffen wurden. Sie wurden aus Heldrunger Alabaster hergestellt. Sowohl Lange als auch Gromann waren als herzogliche Stipendiaten in den Niederlanden gewesen.
Gromann zählt mit seinen Epitaphen der herzoglichen Familie zu den bedeutendsten Vertretern der Floris-Renaissance, d. h. einer Stilrichtung nach Cornelis Floris II., in Deutschland.